# Glossocheilifer labialis
Glossocheilifer labialis är en skalbaggsart som beskrevs av Blackburn 1898. Glossocheilifer labialis ingår i släktet Glossocheilifer och familjen Melolonthidae. Inga underarter finns listade i Catalogue of Life.